# Typhloscolex phylloides
Typhloscolex phylloides är en ringmaskart som beskrevs av Reibich 1895. Typhloscolex phylloides ingår i släktet Typhloscolex och familjen Typhloscolecidae. Inga underarter finns listade i Catalogue of Life.